# Motovîlivka, Fastiv
Motovîlivka (în ucraineană Мотовилівка) este localitatea de reședință a comunei Cervona Motovîlivka din raionul Fastiv, regiunea Kiev, Ucraina.

## Demografie
Componența lingvistică a localității Motovîlivka
     Ucraineană (96,97%)
     Rusă (2,37%)
     Alte limbi (0,12%)
Conform recensământului din 2001, majoritatea populației localității Motovîlivka era vorbitoare de ucraineană (96,97%), existând în minoritate și vorbitori de rusă (2,37%).